# Antoni Melchior Fijałkowski
Antoni Melchior Fijałkowski, évêque catholique polonais, évêque auxiliaire de Plock (1842-1844), administrateur apostolique de l'archidiocèse de Varsovie de 1844 à 1857, puis archevêque de Varsovie de 1857 à sa mort en 1861. Il est aussi évêque titulaire d'Hermopolis (de) de 1842 à 1856.

## Succession apostolique
Antoni Melchior Fijałkowski a ordonné les évêques suivants :
- Évêque Kasper Borowski (pl) (1848)
- Évêque Jan Michał Marszewski (pl) (1857)
- Évêque Piotr Paweł Szymański (pl), O.F.M. Cap. (1857)
- Évêque Jan Dekert (pl) (1859)
- Évêque Henryk Ludwik Plater (pl) (1859)
- Évêque Józef Michał Juszyński (pl) (1859)